# Селим Сеслер
Селим Сеслер (на турски: Selim Sesler) е турски музикант – кларинист от цигански произход.

## Биография
Селим Сеслер е роден през 1957 г. в квартал Йенимесцит в град Кешан, вилает Одрин. Родителите му са родом от Драма, Гърция, който се преместват в Турция и се установява в село Ибриктепе, околия Ипсала, вилает Одрин. Това се случва в резултат на размяната на население между Гърция и Турция през 1923 г.
Първоначално се научава на зурна, популярен прост дървен духов инструмент, използван да съпровожда барабана в турската народна музика. През 1960-те години под влияние на свои приятели се научава да свири на кларинет. На 14–годишна възраст започва да свири по селски сватби и събори. Научава се да чете нотни записи докато служи в армията.
Умира на 9 май 2014 г. в град Истанбул, Турция.